# Atlético Acreano
L'Atlético Acreano és un club de futbol brasiler de la ciutat de Rio Branco a l'estat d'Acre.

## Història

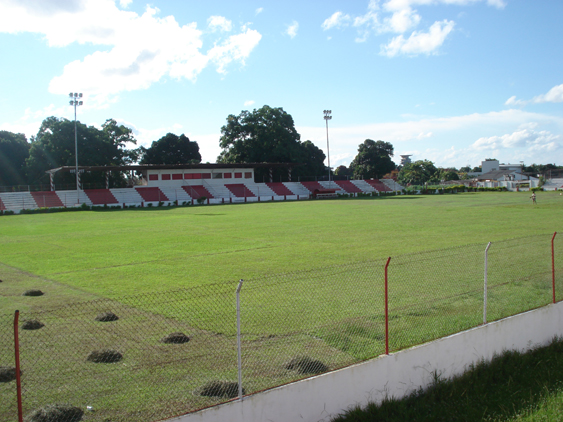
Estadi José de Melo.

El club nasqué el 27 d'abril de 1952. Es tracta del quart club amb més títols del Campionat d'Acre amb sis títols. També va participar en el Campeonato Brasileiro Série C el 1992 i 1995.
El seu uniforme és blau i blanc. Disputa els seus partits a l'Estadi José de Melo, el qual té una capacitat per a 8.000 espectadors.

## Palmarès
- Campionat acreano:
  - 1952, 1953, 1962, 1968, 1987, 1991